# Гридинский, Александр Иванович
Александр Иванович Гридинский (14 сентября 1921 - 7 июня 1944) — Гвардии лейтенант Рабоче-крестьянской Красной Армии, участник Великой Отечественной войны, Герой Советского Союза (1965).

## Биография
Александр Гридинский родился 14 сентября 1921 года в городе Шацке в семье служащего. Вместе с отцом часто переезжал, жил на разных железнодорожных станциях. Окончил неполную среднюю школу и Алма-Атинский аэроклуб. В 1940 году Гридинский был призван на службу в Рабоче-крестьянскую Красную Армию. Окончил Оренбургскую военную авиационную школу пилотов.
С июня 1942 года — на фронтах Великой Отечественной войны. Участвовал в боях на Калининском и Степном фронтах. Принимал участие в Курской битве. 27 июня 1943 года самолёт Гридинского был подбит к юго-западу от Белгорода, но лётчик сумел довести его до аэродрома. В дальнейшем участвовал в битве за Днепр, Корсунь-Шевченковской операции, форсировании Днестра. 7 июня 1944 года Гридинский поднял свой самолёт с аэродрома близ молдавского села Малые Пиструены, чтобы облетать новый мотор. Внезапно он подвергся атаке 4 немецких истребителей. Гридинский сумел сбить один из них, но следом и сам был сбит. Похоронен в селе Распопены Шолданештского района Молдовы. К моменту своей смерти в звании гвардии лейтенанта он был заместителем командира эскадрильи 144-го гвардейского штурмового авиаполка, 9-й гвардейской штурмовой авиадивизии, 1-го гвардейского штурмового авиакорпуса, 5-й воздушной армии, 2-го Украинского фронта. За время своего участия в войне он совершил 156 боевых вылетов, уничтожил 20 самолётов, 35 танков, 3 батареи зенитной артиллерии, 90 автомашин, 4 цистерны с горючим, переправу через Днепр. Однополчане Гридинского долгое время добивались присвоения ему звания Героя Советского Союза.

## Награды
Указом Президиума Верховного Совета СССР от 6 мая 1965 года за «образцовое выполнение боевых заданий командования на фронте борьбы с немецкими захватчиками и проявленные при этом отвагу и геройство» гвардии лейтенант Александр Гридинский посмертно был удостоен высокого звания Героя Советского Союза. Также был награждён орденом Ленина, двумя орденами Красного Знамени, орденами Отечественной войны 1-й степени и Красной Звезды.

## Память
В честь Гридинского названы улица в городах Гагарин и Шацк.